# Grocin
Grocin (Gorozin en euskera y cooficialmente) es una localidad española del municipio de Valle de Yerri (Navarra). Contaba con 32 habitantes en 2017. Tiene una parroquia dedicada a San Martín.

## Toponimia
Como muchos otros nombres de la zona sur de Navarra acabados en «-in», este nombre procede de la época romana. Designaría el lugar que pertenecía a un señor llamado Grotius, y sería en latín Grotianus ‘el lugar de Grocio’.
Variantes atestiguadas en documentos antiguos:  Gorociain, Gorociayn, Gorocian, Goroçiayn (siglo XIII-XIV, 1591, NEN); Gorocien, Goroçien, Guoroçien (1257, NEN); Gorocin, Goroçin (siglo XIII-XIV, NEN); Gorozain (1064, NEN); Grocin, Grossin (c.1120, 1268, NEN).

## Demografía
| 2009 | 2010 | 2011 | 2012 | 2013 | 2014 | 2015 | 2016 |
| ---- | ---- | ---- | ---- | ---- | ---- | ---- | ---- |
| 34   | 32   | 34   | 33   | 35   | 32   | 30   | 31   |

Fuente: Gobierno de Navarra.

## Historia
En 1802, además de una cosecha de 1500 robos de cereal y 2000 cántaros de vino, se destacaba el cultivo de lino, cáñamo y legumbres, teniendo una población de 78 personas.